# توماس شادويل
توماس شادْويل (نحو 1642 - 1692 م) هو شاعر ومؤلف مسرحي إنكليزي. شاعر البلاط (1688 - 1692 م).
تعتبر المعركة الأدبية بينه وبين الشاعر درايدن الذي هجاه في قصيدة «أبسالوم واكيتوفل» من أهم الوقائع الشعرية في الأدب الإنكليزي.

## آثاره
كتب ثمانى عشرة مسرحية، منها:
- «الراعية الملكية» (1669 م).
- «العاصفة» (1674 م).
- «بسيشه» (1674 - 1675 م).[4]

## روابط خارجية
- توماس شادويل على موقع الموسوعة البريطانية (الإنجليزية)
- توماس شادويل على موقع ميوزك برينز (الإنجليزية)
- توماس شادويل على موقع قاعدة بيانات برودواي على الإنترنت (الإنجليزية)
- توماس شادويل على موقع إن إن دي بي (الإنجليزية)